# (27902) 1996 RA5
(27902) 1996 RA5 est un astéroïde de la ceinture principale d'astéroïdes découvert en 1996.

## Description
(27902) 1996 RA5 a été découvert le 13 septembre 1996 à Church Stretton, dans les Midlands de l'Ouest en Angleterre, par Stephen P. Laurie.

### Caractéristiques orbitales
L'orbite de cet astéroïde est caractérisée par un demi-grand axe de 2,98 UA, un périhélie de 2,54 UA, une excentricité de 0,15 et une inclinaison de 8,56° par rapport à l'écliptique. Du fait de ces caractéristiques, à savoir un demi-grand axe compris entre 2 et 3,2 UA et un périhélie supérieur à 1,666 UA, il est classé, selon la JPL Small-Body Database, comme objet de la ceinture principale d'astéroïdes.

### Caractéristiques physiques
(27902) 1996 RA5 a une magnitude absolue (H) de 14,2 et un albédo estimé à 0,047.